# André Ayew
André Morgan Rami Ayew, noto semplicemente come André Ayew (Seclin, 17 dicembre 1989), è un calciatore francese naturalizzato ghanese, centrocampista o ala della nazionale ghanese.

## Biografia
André è il figlio di Abedi Pelé, nipote di Kwame Ayew, fratello di Abdul Rahim Ayew e Jordan Ayew. Tutti calciatori professionisti.

## Caratteristiche tecniche
È un centrocampista veloce ed aggressivo. Sicuro nell'impostazione della manovra ed abile finalizzatore. Col Ghana ha giocato in posizione di trequartista a sinistra e al centro.
Nel 2010 è stato inserito nella lista dei migliori calciatori nati dopo il 1989 stilata da Don Balón.

## Carriera

### Club
Nato il 17 dicembre 1989 in Francia, Ayew inizia la sua carriera calcistica in Ghana militando nelle formazioni giovanili del Nania, club rappresentativo della capitale Accra. Fa il suo esordio nella Ligue 1 il 15 agosto all'età di 18 anni, nella partita contro il Valenciennes subentrando negli ultimi minuti a M’bami. Successivamente viene ceduto in prestito al Lorient e poi all'Arles-Avignon, quindi dopo un mondiale sopra le righe ritorna al Marsiglia.
Il 27 aprile 2011 grazie alla sua tripletta nella partita vinta per 4 a 2 contro il Nizza, insieme al gol del fratello Jordan, riesce a scavalcare la capolista Lille. Ma nelle ultime giornate il Lille riesce ad aggiudicarsi il titolo di campione di Francia. Tuttavia il 27 luglio 2011, durante la Supercoppa di Francia, l'OM riesce ad aggiudicarsi il titolo dopo una rimonta pazzesca guidata da André, autore ancora di una tripletta (5-4).
Il 28 settembre 2011 mette a segno una doppietta al Velodrome in Champions contro il Borussia Dortmund e si ripete in campionato il 22 ottobre 2011 risulta ancora decisivo con la maglia dell'OM mettendo a segno una doppietta contro l'Ajaccio. Una rete di straordinaria importanza la realizza in Champions League il 22 febbraio 2012, durante gli ottavi di finale, dove grazie al suo gol nei minuti di recupero l'OM riesce a battere l'Inter per 1-0.
Il 9 giugno 2015 la società annuncia che il contratto in scadenza del calciatore non verrà rinnovato, lasciandolo così svincolato.
Il 10 giugno 2015 viene ingaggiato dallo Swansea City, con cui firma un contratto quadriennale.
L'8 agosto seguente, all'esordio con la nuova maglia, segna il suo primo gol con il club gallese, nella partita pareggiata per 2-2 contro il Chelsea a Stamford Bridge.
L'8 agosto 2016 si trasferisce al West Ham per 24 milioni di euro, con cui firma un contratto di quattro anni.
Dopo essere tornato allo Swansea, il 21 luglio 2021 viene ufficializzato il suo trasferimento all'Al-Sadd, con cui firma un contratto biennale con opzione per il terzo anno.
Il 2 febbraio 2023, dopo la rescissione con l'Al-Sadd, torna in Premier League con il Nottingham Forest, firmando un contratto valido fino al termine della stagione.  Il 2 giugno successivo, dopo 13 presenze, viene annunciato che il suo contratto non sarebbe stato rinnovato da parte dei Reds, rimanendo svincolato.
L'11 novembre 2023, dopo 8 anni torna in Ligue 1, firmando con il Le Havre, prendendo un cartellino rosso dopo 2 minuti e 14 secondi alla prima presenza. Al termine della stagione, dopo 20 presenze e 6 reti complessive rimane svincolato, fino a quando il 4 ottobre 2024 firma un nuovo accordo con il club francese fino al termine della stagione.

### Nazionale
Ha vinto il Campionato mondiale di calcio Under-20 2009.
Nel 2010 viene convocato per il Mondiale in Sudafrica, dove, pur non andando a segno, fornisce delle ottime prestazioni.
Convocato nel 2014 per il Mondiale in Brasile, va a segno nelle prime due partite, una volta nella sconfitta per 2-1 contro gli Stati Uniti e una volta nel pareggio per 2-2 contro la Germania.
Il 14 novembre 2021 raggiunge quota 100 presenze col Ghana in occasione del successo per 1-0 contro il Sudafrica, in cui segna il gol decisivo con cui consente ai ghanesi di qualificarsi ai play-off per i Mondiali 2022.
Convocato anche per i Mondiali 2022, che disputa da capitano, diventa l'unico giocatore della nazionale ghanese ad aver preso parte a tre edizioni dei mondiali. Nella competizione segna anche un gol, nella gara dei gironi persa per 3-2 contro il Portogallo.

## Statistiche

### Presenze e reti nei club
Statistiche aggiornate al 17 maggio 2025.
| Stagione            | Squadra             | Campionato          | Campionato | Campionato | Coppe nazionali | Coppe nazionali | Coppe nazionali | Coppe continentali | Coppe continentali | Coppe continentali | Altre coppe | Altre coppe | Altre coppe | Totale | Totale |
| Stagione            | Squadra             | Comp                | Pres       | Reti       | Comp            | Pres            | Reti            | Comp               | Pres               | Reti               | Comp        | Pres        | Reti        | Pres   | Reti   |
| ------------------- | ------------------- | ------------------- | ---------- | ---------- | --------------- | --------------- | --------------- | ------------------ | ------------------ | ------------------ | ----------- | ----------- | ----------- | ------ | ------ |
| 2007-2008           | O. Marsiglia        | L1                  | 9          | 0          | CF+CdL          | 1+1             | 0               | UCL                | 4                  | 0                  | -           | -           | -           | 15     | 0      |
| 2008-2009           | Lorient             | L1                  | 22         | 3          | CF+CdL          | 2+0             | 0               | -                  | -                  | -                  | -           | -           | -           | 24     | 3      |
| 2009-2010           | Arles-Avignon       | L2                  | 25         | 4          | CF+CdL          | 1+0             | 0               | -                  | -                  | -                  | -           | -           | -           | 26     | 4      |
| 2010-2011           | O. Marsiglia        | L1                  | 37         | 11         | CF+CdL          | 1+4             | 0+2             | UCL                | 8                  | 0                  | SF          | 1           | 0           | 51     | 13     |
| 2011-2012           | O. Marsiglia        | L1                  | 26         | 8          | CF+CdL          | 2+1             | 1+0             | UCL                | 9                  | 4                  | SF          | 1           | 3           | 39     | 16     |
| 2012-2013           | O. Marsiglia        | L1                  | 35         | 9          | CF+CdL          | 2+1             | 0               | UCL                | 7                  | 3                  | -           | -           | -           | 45     | 12     |
| 2013-2014           | O. Marsiglia        | L1                  | 25         | 6          | CF+CdL          | 0+0             | 0               | UCL                | 4                  | 2                  | -           | -           | -           | 29     | 8      |
| 2014-2015           | O. Marsiglia        | L1                  | 28         | 10         | CF+CdL          | 1+1             | 1+0             | -                  | -                  | -                  | -           | -           | -           | 30     | 11     |
| Totale O. Marsiglia | Totale O. Marsiglia | Totale O. Marsiglia | 160        | 44         |                 | 15              | 4               |                    | 32                 | 9                  |             | 2           | 3           | 209    | 60     |
| 2015-2016           | Swansea City        | PL                  | 34         | 12         | FACup+CdL       | 0+1             | 0               | -                  | -                  | -                  | -           | -           | -           | 35     | 12     |
| 2016-2017           | West Ham Utd        | PL                  | 25         | 6          | FACup+CdL       | 0+1             | 0               | -                  | -                  | -                  | -           | -           | -           | 26     | 6      |
| 2017-gen. 2018      | West Ham Utd        | PL                  | 18         | 3          | FACup+CdL       | 2+4             | 0+3             | -                  | -                  | -                  | -           | -           | -           | 26     | 6      |
| Totale West Ham     | Totale West Ham     | Totale West Ham     | 43         | 9          |                 | 7               | 3               |                    | -                  | -                  |             | -           | -           | 50     | 12     |
| gen.-giu. 2018      | Swansea City        | PL                  | 12         | 0          | FACup+CdL       | -               | -               | -                  | -                  | -                  | -           | -           | -           | 12     | 0      |
| 2018-2019           | Fenerbahçe          | SL                  | 29         | 5          | TK              | 3               | 0               | UCL+UEL            | 1+5                | 0                  | -           | -           | -           | 38     | 5      |
| 2019-2020           | Swansea City        | FLC                 | 44+2       | 15+1       | FACup+CdL       | 0+1             | 0+2             | -                  | -                  | -                  | -           | -           | -           | 47     | 18     |
| 2020-2021           | Swansea City        | FLC                 | 43+3       | 16+1       | FACup+CdL       | 0+1             | 0+0             | -                  | -                  | -                  | -           | -           | -           | 47     | 17     |
| Totale Swansea City | Totale Swansea City | Totale Swansea City | 138        | 45         |                 | 3               | 2               |                    | -                  | -                  |             | -           | -           | 141    | 47     |
| 2021-2022           | Al-Sadd             | QSL                 | 21         | 15         | EQC             | 1               | 0               | ACL                | 4                  | 1                  | -           | -           | -           | 26     | 16     |
| 2022-gen. 2023      | Al-Sadd             | QSL                 | 7          | 2          | QSL+EQC         | 3+3             | 1+2             | -                  | -                  | -                  | -           | -           | -           | 13     | 5      |
| Totale Al Sadd      | Totale Al Sadd      | Totale Al Sadd      | 28         | 17         |                 | 7               | 3               |                    | 4                  | 1                  |             | -           | -           | 39     | 21     |
| feb.-giu. 2023      | Nottingham Forest   | PL                  | 13         | 0          | FACup+CdL       | -               | -               | -                  | -                  | -                  | -           | -           | -           | 13     | 0      |
| nov. 2023-2024      | Le Havre            | L1                  | 19         | 5          | CF              | 1               | 1               | -                  | -                  | -                  | -           | -           |             | 20     | 6      |
| ott. 2024-2025      | Le Havre            | L1                  | 27         | 4          | CF              | 1               | 0               | -                  | -                  | -                  | -           | -           | -           | 28     | 4      |
| Totale Le Havre     | Totale Le Havre     | Totale Le Havre     | 46         | 9          |                 | 2               | 1               |                    | -                  | -                  |             | -           | -           | 48     | 10     |
| Totale              | Totale              | Totale              | 496        | 137        |                 | 40              | 13              |                    | 42                 | 10                 |             | 2           | 3           | 580    | 163    |

### Cronologia presenze e reti in nazionale
| Cronologia completa delle presenze e delle reti in nazionale ― Ghana | Cronologia completa delle presenze e delle reti in nazionale ― Ghana | Cronologia completa delle presenze e delle reti in nazionale ― Ghana | Cronologia completa delle presenze e delle reti in nazionale ― Ghana | Cronologia completa delle presenze e delle reti in nazionale ― Ghana | Cronologia completa delle presenze e delle reti in nazionale ― Ghana | Cronologia completa delle presenze e delle reti in nazionale ― Ghana | Cronologia completa delle presenze e delle reti in nazionale ― Ghana |
| Data                                                                 | Città                                                                | In casa                                                              | Risultato                                                            | Ospiti                                                               | Competizione                                                         | Reti                                                                 | Note                                                                 |
| -------------------------------------------------------------------- | -------------------------------------------------------------------- | -------------------------------------------------------------------- | -------------------------------------------------------------------- | -------------------------------------------------------------------- | -------------------------------------------------------------------- | -------------------------------------------------------------------- | -------------------------------------------------------------------- |
| 21-8-2007                                                            | Londra                                                               | Ghana                                                                | 1 – 1                                                                | Senegal                                                              | Amichevole                                                           | -                                                                    | 84’                                                                  |
| 8-9-2007                                                             | Parigi                                                               | Ghana                                                                | 2 – 0                                                                | Marocco                                                              | Amichevole                                                           | -                                                                    | 79’                                                                  |
| 11-9-2007                                                            | Riyad                                                                | Arabia Saudita                                                       | 5 – 0                                                                | Ghana                                                                | Amichevole                                                           | -                                                                    | 90+1’                                                                |
| 18-11-2007                                                           | Accra                                                                | Ghana                                                                | 2 – 0                                                                | Togo                                                                 | Amichevole                                                           | -                                                                    | 67’                                                                  |
| 21-11-2007                                                           | Accra                                                                | Ghana                                                                | 4 – 2                                                                | Benin                                                                | Amichevole                                                           | -                                                                    | 82’                                                                  |
| 20-1-2008                                                            | Accra                                                                | Ghana                                                                | 2 – 1                                                                | Guinea                                                               | Coppa d'Africa 2008 - 1º turno                                       | -                                                                    | 75’                                                                  |
| 24-1-2008                                                            | Accra                                                                | Ghana                                                                | 1 – 0                                                                | Namibia                                                              | Coppa d'Africa 2008 - 1º turno                                       | -                                                                    | 66’                                                                  |
| 28-1-2008                                                            | Accra                                                                | Ghana                                                                | 2 – 0                                                                | Marocco                                                              | Coppa d'Africa 2008 - 1º turno                                       | -                                                                    | 83’                                                                  |
| 7-2-2008                                                             | Accra                                                                | Ghana                                                                | 0 – 1                                                                | Camerun                                                              | Coppa d'Africa 2008 - Semifinale                                     | -                                                                    | 86’                                                                  |
| 26-3-2008                                                            | Londra                                                               | Ghana                                                                | 1 – 2                                                                | Messico                                                              | Amichevole                                                           | -                                                                    | 46’                                                                  |
| 15-11-2008                                                           | Accra                                                                | Ghana                                                                | 0 – 0                                                                | Tunisia                                                              | Amichevole                                                           | -                                                                    | 51’                                                                  |
| 19-11-2008                                                           | Luanda                                                               | Angola                                                               | 0 – 0                                                                | Ghana                                                                | Amichevole                                                           | -                                                                    | 73’                                                                  |
| 5-1-2010                                                             | Manzini                                                              | Ghana                                                                | 1 – 1                                                                | Malawi                                                               | Amichevole                                                           | -                                                                    |                                                                      |
| 15-1-2010                                                            | Cabinda                                                              | Costa d'Avorio                                                       | 3 – 1                                                                | Ghana                                                                | Coppa d'Africa 2010 - 1º turno                                       | -                                                                    | 46’                                                                  |
| 19-1-2010                                                            | Luanda                                                               | Burkina Faso                                                         | 0 – 1                                                                | Ghana                                                                | Coppa d'Africa 2010 - 1º turno                                       | 1                                                                    |                                                                      |
| 24-1-2010                                                            | Luanda                                                               | Angola                                                               | 0 – 1                                                                | Ghana                                                                | Coppa d'Africa 2010 - Quarti di finale                               | -                                                                    | 2’ 90+6’                                                             |
| 28-1-2010                                                            | Luanda                                                               | Ghana                                                                | 1 – 0                                                                | Nigeria                                                              | Coppa d'Africa 2010 - Semifinale                                     | -                                                                    |                                                                      |
| 31-1-2010                                                            | Luanda                                                               | Ghana                                                                | 0 – 1                                                                | Egitto                                                               | Coppa d'Africa 2010 - Finale                                         | -                                                                    | [ 25 ]                                                               |
| 4-3-2010                                                             | Sarajevo                                                             | Bosnia ed Erzegovina                                                 | 2 – 1                                                                | Ghana                                                                | Amichevole                                                           | -                                                                    | 46’                                                                  |
| 5-6-2010                                                             | Milton Keynes                                                        | Ghana                                                                | 1 – 0                                                                | Lettonia                                                             | Amichevole                                                           | -                                                                    | 83’                                                                  |
| 13-6-2010                                                            | Pretoria                                                             | Serbia                                                               | 0 – 1                                                                | Ghana                                                                | Mondiali 2010 - 1º turno                                             | -                                                                    |                                                                      |
| 19-6-2010                                                            | Rustenburg                                                           | Ghana                                                                | 1 – 1                                                                | Australia                                                            | Mondiali 2010 - 1º turno                                             | -                                                                    |                                                                      |
| 23-6-2010                                                            | Johannesburg                                                         | Ghana                                                                | 0 – 1                                                                | Germania                                                             | Mondiali 2010 - 1º turno                                             | -                                                                    | 41’ 67’                                                              |
| 26-6-2010                                                            | Rustenburg                                                           | Stati Uniti                                                          | 1 – 2 dts                                                            | Ghana                                                                | Mondiali 2010 - Ottavi di finale                                     | -                                                                    | 90+2’                                                                |
| 11-8-2010                                                            | Città del Capo                                                       | Sudafrica                                                            | 1 – 0                                                                | Ghana                                                                | Amichevole                                                           | -                                                                    | 60’                                                                  |
| 5-9-2010                                                             | Lobamba                                                              | eSwatini                                                             | 0 – 3                                                                | Ghana                                                                | Qual. Coppa d'Africa 2012                                            | 1                                                                    |                                                                      |
| 11-10-2010                                                           | Accra                                                                | Ghana                                                                | 0 – 0                                                                | Sudan                                                                | Qual. Coppa d'Africa 2012                                            | -                                                                    |                                                                      |
| 17-11-2010                                                           | Dubai                                                                | Arabia Saudita                                                       | 0 – 0                                                                | Ghana                                                                | Amichevole                                                           | -                                                                    | 85’                                                                  |
| 27-3-2011                                                            | Brazzaville                                                          | Rep. del Congo                                                       | 0 – 3                                                                | Ghana                                                                | Amichevole                                                           | -                                                                    | 82’                                                                  |
| 29-3-2011                                                            | Londra                                                               | Inghilterra                                                          | 1 – 1                                                                | Ghana                                                                | Amichevole                                                           | -                                                                    | 59’ 63’                                                              |
| 4-6-2011                                                             | Kumasi                                                               | Ghana                                                                | 3 – 1                                                                | Rep. del Congo                                                       | Qual. Coppa d'Africa 2012                                            | -                                                                    | 74’                                                                  |
| 2-9-2011                                                             | Accra                                                                | Ghana                                                                | 2 – 0                                                                | eSwatini                                                             | Qual. Coppa d'Africa 2012                                            | -                                                                    | 90+1’                                                                |
| 15-11-2011                                                           | Saint-Leu-la-Forêt                                                   | Ghana                                                                | 2 – 1                                                                | Gabon                                                                | Amichevole                                                           | -                                                                    |                                                                      |
| 24-1-2012                                                            | Franceville                                                          | Ghana                                                                | 1 – 0                                                                | Botswana                                                             | Coppa d'Africa 2012 - 1º turno                                       | -                                                                    | 88’                                                                  |
| 28-1-2012                                                            | Franceville                                                          | Ghana                                                                | 2 – 0                                                                | Mali                                                                 | Coppa d'Africa 2012 - 1º turno                                       | 1                                                                    |                                                                      |
| 1-2-2012                                                             | Franceville                                                          | Ghana                                                                | 1 – 1                                                                | Guinea                                                               | Coppa d'Africa 2012 - 1º turno                                       | -                                                                    | 86’                                                                  |
| 5-2-2012                                                             | Franceville                                                          | Ghana                                                                | 2 – 1 dts                                                            | Tunisia                                                              | Coppa d'Africa 2012 - Quarti di finale                               | 1                                                                    |                                                                      |
| 8-2-2012                                                             | Bata                                                                 | Zambia                                                               | 1 – 0                                                                | Ghana                                                                | Coppa d'Africa 2012 - Semifinale                                     | -                                                                    | 87’                                                                  |
| 11-2-2012                                                            | Malabo                                                               | Ghana                                                                | 0 – 2                                                                | Mali                                                                 | Coppa d'Africa 2012 - Finale 3º posto                                | -                                                                    |                                                                      |
| 29-2-2012                                                            | Chester                                                              | Cile                                                                 | 1 – 1                                                                | Ghana                                                                | Amichevole                                                           | -                                                                    | 46’                                                                  |
| 8-9-2012                                                             | Accra                                                                | Ghana                                                                | 2 – 0                                                                | Malawi                                                               | Qual. Coppa d'Africa 2013                                            | -                                                                    | 89’                                                                  |
| 11-9-2012                                                            | Monrovia                                                             | Liberia                                                              | 2 – 0                                                                | Ghana                                                                | Amichevole                                                           | -                                                                    | 64’                                                                  |
| 13-10-2012                                                           | Blantyre                                                             | Malawi                                                               | 0 – 1                                                                | Ghana                                                                | Qual. Coppa d'Africa 2013                                            | -                                                                    | 73’                                                                  |
| 6-9-2013                                                             | Kumasi                                                               | Ghana                                                                | 2 – 1                                                                | Zambia                                                               | Qual. Mondiali 2014                                                  | -                                                                    |                                                                      |
| 15-10-2013                                                           | Kumasi                                                               | Ghana                                                                | 6 – 1                                                                | Egitto                                                               | Qual. Mondiali 2014                                                  | -                                                                    | 82’                                                                  |
| 19-11-2013                                                           | Il Cairo                                                             | Egitto                                                               | 2 – 1                                                                | Ghana                                                                | Qual. Mondiali 2014                                                  | -                                                                    | 58’                                                                  |
| 31-5-2014                                                            | Rotterdam                                                            | Paesi Bassi                                                          | 1 – 0                                                                | Ghana                                                                | Amichevole                                                           | -                                                                    | 63’                                                                  |
| 10-6-2014                                                            | Miami                                                                | Ghana                                                                | 4 – 0                                                                | Corea del Sud                                                        | Amichevole                                                           | -                                                                    | 75’                                                                  |
| 16-6-2014                                                            | Natal                                                                | Ghana                                                                | 1 – 2                                                                | Stati Uniti                                                          | Mondiali 2014 - 1º turno                                             | -                                                                    |                                                                      |
| 21-6-2014                                                            | Fortaleza                                                            | Germania                                                             | 2 – 2                                                                | Ghana                                                                | Mondiali 2014 - 1º turno                                             | 1                                                                    |                                                                      |
| 26-6-2014                                                            | Brasilia                                                             | Portogallo                                                           | 2 – 1                                                                | Ghana                                                                | Mondiali 2014 - 1º turno                                             | -                                                                    | 81’                                                                  |
| 6-9-2014                                                             | Kumasi                                                               | Ghana                                                                | 1 – 1                                                                | Uganda                                                               | Qual. Coppa d'Africa 2015                                            | 1                                                                    |                                                                      |
| 10-9-2014                                                            | Lomé                                                                 | Togo                                                                 | 2 – 3                                                                | Ghana                                                                | Qual. Coppa d'Africa 2015                                            | -                                                                    | 68’                                                                  |
| 11-10-2014                                                           | Conakry                                                              | Guinea                                                               | 1 – 1                                                                | Ghana                                                                | Qual. Coppa d'Africa 2015                                            | -                                                                    |                                                                      |
| 15-10-2014                                                           | Accra                                                                | Ghana                                                                | 3 – 1                                                                | Guinea                                                               | Qual. Coppa d'Africa 2015                                            | 1                                                                    | 72’                                                                  |
| 15-11-2014                                                           | Kampala                                                              | Uganda                                                               | 1 – 0                                                                | Ghana                                                                | Qual. Coppa d'Africa 2015                                            | -                                                                    | 69’                                                                  |
| 19-1-2015                                                            | Mongomo                                                              | Ghana                                                                | 1 – 2                                                                | Senegal                                                              | Coppa d'Africa 2015 - 1º turno                                       | -                                                                    | cap. 64’ 88’                                                         |
| 23-1-2015                                                            | Mongomo                                                              | Ghana                                                                | 1 – 0                                                                | Algeria                                                              | Coppa d'Africa 2015 - 1º turno                                       | -                                                                    | cap. 84’                                                             |
| 27-1-2015                                                            | Mongomo                                                              | Sudafrica                                                            | 1 – 2                                                                | Ghana                                                                | Coppa d'Africa 2015 - 1º turno                                       | 1                                                                    | cap.                                                                 |
| 1-2-2015                                                             | Malabo                                                               | Ghana                                                                | 3 – 0                                                                | Guinea                                                               | Coppa d'Africa 2015 - Quarti di finale                               | -                                                                    |                                                                      |
| 5-2-2015                                                             | Malabo                                                               | Ghana                                                                | 3 – 0                                                                | Guinea Equatoriale                                                   | Coppa d'Africa 2015 - Semifinale                                     | 1                                                                    | cap. 66’ 82’                                                         |
| 8-2-2015                                                             | Bata                                                                 | Costa d'Avorio                                                       | 0 – 0 (9 - 8 dtr)                                                    | Ghana                                                                | Coppa d'Africa 2015 - Finale                                         | -                                                                    | [ 25 ]                                                               |
| 28-3-2015                                                            | Le Havre                                                             | Ghana                                                                | 1 – 2                                                                | Senegal                                                              | Amichevole                                                           | -                                                                    |                                                                      |
| 31-3-2015                                                            | Parigi                                                               | Ghana                                                                | 1 – 1                                                                | Mali                                                                 | Amichevole                                                           | -                                                                    | 66’                                                                  |
| 1-9-2015                                                             | Brazzaville                                                          | Rep. del Congo                                                       | 2 – 3                                                                | Ghana                                                                | Amichevole                                                           | -                                                                    | 80’                                                                  |
| 5-9-2015                                                             | Kigali                                                               | Ruanda                                                               | 0 – 1                                                                | Ghana                                                                | Qual. Coppa d'Africa 2017                                            | -                                                                    |                                                                      |
| 13-11-2015                                                           | Moroni                                                               | Comore                                                               | 0 – 0                                                                | Ghana                                                                | Qual. Mondiali 2018                                                  | -                                                                    |                                                                      |
| 17-11-2015                                                           | Kumasi                                                               | Ghana                                                                | 2 – 0                                                                | Comore                                                               | Qual. Mondiali 2018                                                  | -                                                                    |                                                                      |
| 5-6-2016                                                             | Port Louis                                                           | Mauritius                                                            | 0 – 2                                                                | Ghana                                                                | Qual. Coppa d'Africa 2017                                            | 1                                                                    |                                                                      |
| 13-11-2016                                                           | Alessandria d'Egitto                                                 | Egitto                                                               | 2 – 0                                                                | Ghana                                                                | Qual. Mondiali 2018                                                  | -                                                                    | cap.                                                                 |
| 17-1-2017                                                            | Port-Gentil                                                          | Ghana                                                                | 1 – 0                                                                | Uganda                                                               | Coppa d'Africa 2017 - 1º turno                                       | 1                                                                    |                                                                      |
| 21-7-2017                                                            | Port-Gentil                                                          | Ghana                                                                | 1 – 0                                                                | Mali                                                                 | Coppa d'Africa 2017 - 1º turno                                       | -                                                                    |                                                                      |
| 25-1-2017                                                            | Port-Gentil                                                          | Egitto                                                               | 1 – 0                                                                | Ghana                                                                | Coppa d'Africa 2017 - 1º turno                                       | -                                                                    |                                                                      |
| 29-1-2017                                                            | Oyem                                                                 | RD del Congo                                                         | 1 – 2                                                                | Ghana                                                                | Coppa d'Africa 2017 - Quarti di finale                               | 1                                                                    | cap.                                                                 |
| 2-2-2017                                                             | Franceville                                                          | Camerun                                                              | 2 – 0                                                                | Ghana                                                                | Coppa d'Africa 2017 - Semifinale                                     | -                                                                    | cap.                                                                 |
| 4-2-2017                                                             | Port-Gentil                                                          | Burkina Faso                                                         | 1 – 0                                                                | Ghana                                                                | Coppa d'Africa 2017 - Finale 3º posto                                | -                                                                    | 71’                                                                  |
| 11-6-2017                                                            | Kumasi                                                               | Ghana                                                                | 5 – 0                                                                | Etiopia                                                              | Qual. Coppa d'Africa 2019                                            | -                                                                    | cap. 78’                                                             |
| 1-9-2017                                                             | Kumasi                                                               | Ghana                                                                | 1 – 1                                                                | Rep. del Congo                                                       | Qual. Coppa d'Africa 2019                                            | -                                                                    | cap. 81’                                                             |
| 18-11-2017                                                           | Addis Abeba                                                          | Etiopia                                                              | 0 – 2                                                                | Ghana                                                                | Qual. Coppa d'Africa 2019                                            | 2                                                                    | cap. 49’ 82’                                                         |
| 23-3-2019                                                            | Accra                                                                | Ghana                                                                | 1 – 0                                                                | Kenya                                                                | Qual. Coppa d'Africa 2019                                            | -                                                                    | cap.                                                                 |
| 15-6-2019                                                            | Dubai                                                                | Ghana                                                                | 0 – 0                                                                | Sudafrica                                                            | Amichevole                                                           | -                                                                    | 71’                                                                  |
| 25-6-2019                                                            | Ismailia                                                             | Ghana                                                                | 2 – 2                                                                | Benin                                                                | Coppa d'Africa 2019 - 1º turno                                       | 1                                                                    | cap. 90’                                                             |
| 29-6-2019                                                            | Il Cairo                                                             | Camerun                                                              | 0 – 0                                                                | Ghana                                                                | Coppa d'Africa 2019 - 1º turno                                       | -                                                                    | cap. 87’                                                             |
| 2-7-2019                                                             | Suez                                                                 | Guinea-Bissau                                                        | 0 – 2                                                                | Ghana                                                                | Coppa d'Africa 2019 - 1º turno                                       | -                                                                    | cap.                                                                 |
| 8-7-2019                                                             | Ismailia                                                             | Ghana                                                                | 1 – 1 (4 - 5 dtr)                                                    | Tunisia                                                              | Coppa d'Africa 2019 - Ottavi di finale                               | -                                                                    | cap. 84’                                                             |
| 14-11-2019                                                           | Cape Coast                                                           | Ghana                                                                | 2 – 0                                                                | Sudafrica                                                            | Qual. Coppa d'Africa 2021                                            | -                                                                    | cap.                                                                 |
| 18-11-2019                                                           | São Tomé                                                             | São Tomé e Príncipe                                                  | 0 – 1                                                                | Ghana                                                                | Qual. Coppa d'Africa 2021                                            | -                                                                    | cap.                                                                 |
| 9-10-2020                                                            | Bamako                                                               | Mali                                                                 | 3 – 0                                                                | Ghana                                                                | Amichevole                                                           | -                                                                    | cap.                                                                 |
| 12-10-2020                                                           | Kumasi                                                               | Ghana                                                                | 5 – 1                                                                | Qatar                                                                | Amichevole                                                           | 2                                                                    | cap.                                                                 |
| 12-11-2020                                                           | Cape Coast                                                           | Ghana                                                                | 2 – 0                                                                | Sudan                                                                | Qual. Coppa d'Africa 2021                                            | 2                                                                    | cap.                                                                 |
| 17-11-2020                                                           | Khartum                                                              | Sudan                                                                | 1 – 0                                                                | Ghana                                                                | Qual. Coppa d'Africa 2021                                            | -                                                                    | cap. 72’                                                             |
| 25-3-2021                                                            | Durban                                                               | Sudafrica                                                            | 1 – 1                                                                | Ghana                                                                | Amichevole                                                           | -                                                                    | cap.                                                                 |
| 28-3-2021                                                            | Cape Coast                                                           | Ghana                                                                | 3 – 1                                                                | São Tomé e Príncipe                                                  | Qual. Coppa d'Africa 2021                                            | -                                                                    | cap.                                                                 |
| 3-9-2021                                                             | Cape Coast                                                           | Ghana                                                                | 1 – 0                                                                | Etiopia                                                              | Qual. Mondiali 2022                                                  | -                                                                    | cap.                                                                 |
| 6-9-2021                                                             | Soweto                                                               | Sudafrica                                                            | 1 – 0                                                                | Ghana                                                                | Qual. Mondiali 2022                                                  | -                                                                    | cap. 71’                                                             |
| 9-10-2021                                                            | Cape Coast                                                           | Ghana                                                                | 3 – 1                                                                | Zimbabwe                                                             | Qual. Mondiali 2022                                                  | 1                                                                    | cap. 90+2’                                                           |
| 12-10-2021                                                           | Harare                                                               | Zimbabwe                                                             | 0 – 1                                                                | Ghana                                                                | Qual. Mondiali 2022                                                  | -                                                                    | 86’                                                                  |
| 10-11-2021                                                           | Addis Abeba                                                          | Etiopia                                                              | 1 – 1                                                                | Ghana                                                                | Qual. Mondiali 2022                                                  | 1                                                                    | cap. 77’                                                             |
| 14-11-2021                                                           | Kumasi                                                               | Ghana                                                                | 1 – 0                                                                | Sudafrica                                                            | Qual. Mondiali 2022                                                  | 1                                                                    | cap.                                                                 |
| 10-1-2022                                                            | Yaoundé                                                              | Marocco                                                              | 1 – 0                                                                | Ghana                                                                | Coppa d'Africa 2021 - 1º turno                                       | -                                                                    | cap. 64’                                                             |
| 14-1-2022                                                            | Yaoundé                                                              | Gabon                                                                | 1 – 1                                                                | Ghana                                                                | Coppa d'Africa 2021 - 1º turno                                       | 1                                                                    | cap. 90+1’                                                           |
| 18-1-2022                                                            | Garoua                                                               | Ghana                                                                | 2 – 3                                                                | Comore                                                               | Coppa d'Africa 2021 - 1º turno                                       | -                                                                    | cap. 25’                                                             |
| 1-6-2022                                                             | Cape Coast                                                           | Ghana                                                                | 3 – 0                                                                | Madagascar                                                           | Qual. Coppa d'Africa 2023                                            | -                                                                    | cap. 76’                                                             |
| 5-6-2022                                                             | Luanda                                                               | Rep. Centrafricana                                                   | 1 – 1                                                                | Ghana                                                                | Qual. Coppa d'Africa 2023                                            | -                                                                    | 89’                                                                  |
| 10-6-2022                                                            | Kobe                                                                 | Giappone                                                             | 4 – 1                                                                | Ghana                                                                | Kirin Cup                                                            | -                                                                    |                                                                      |
| 14-6-2022                                                            | Suita                                                                | Cile                                                                 | 0 – 0 (1 – 3 dtr)                                                    | Ghana                                                                | Kirin Cup                                                            | -                                                                    | 79’                                                                  |
| 23-9-2022                                                            | Le Havre                                                             | Brasile                                                              | 3 – 0                                                                | Ghana                                                                | Amichevole                                                           | -                                                                    | 45’ 72’                                                              |
| 27-9-2022                                                            | Lorca                                                                | Nicaragua                                                            | 0 – 1                                                                | Ghana                                                                | Amichevole                                                           | -                                                                    | 82’                                                                  |
| 17-11-2022                                                           | Abu Dhabi                                                            | Ghana                                                                | 2 – 0                                                                | Svizzera                                                             | Amichevole                                                           | -                                                                    | 62’                                                                  |
| 24-11-2022                                                           | Doha                                                                 | Portogallo                                                           | 3 – 2                                                                | Ghana                                                                | Mondiali 2022 - 1º turno                                             | 1                                                                    | Cap. 49’ 77’                                                         |
| 28-11-2022                                                           | Al Rayyan                                                            | Corea del Sud                                                        | 2 – 3                                                                | Ghana                                                                | Mondiali 2022 - 1º turno                                             | -                                                                    | Cap. 78’                                                             |
| 2-12-2022                                                            | Al Wakrah                                                            | Ghana                                                                | 0 – 2                                                                | Uruguay                                                              | Mondiali 2022 - 1º turno                                             | -                                                                    | Cap. 46’                                                             |
| 18-6-2023                                                            | Antananarivo                                                         | Madagascar                                                           | 0 – 0                                                                | Ghana                                                                | Qual. Coppa d'Africa 2023                                            | -                                                                    | cap.                                                                 |
| 12-9-2023                                                            | Accra                                                                | Ghana                                                                | 3 – 1                                                                | Liberia                                                              | Amichevole                                                           | -                                                                    | 75’                                                                  |
| 21-11-2023                                                           | Iconi                                                                | Comore                                                               | 1 – 0                                                                | Ghana                                                                | Qual. Mondiali 2026                                                  | -                                                                    | Cap. 46’                                                             |
| 8-1-2024                                                             | Kumasi                                                               | Ghana                                                                | 0 – 0                                                                | Namibia                                                              | Amichevole                                                           | -                                                                    | 71’ 90+2’                                                            |
| 14-1-2024                                                            | Abidjan                                                              | Ghana                                                                | 1 – 2                                                                | Capo Verde                                                           | Coppa d'Africa 2023 - 1º turno                                       | -                                                                    | 62’                                                                  |
| 22-1-2024                                                            | Abidjan                                                              | Mozambico                                                            | 2 – 2                                                                | Ghana                                                                | Coppa d'Africa 2023 - 1º turno                                       | -                                                                    | 46’ 49’                                                              |
| 26-3-2024                                                            | Marrakech                                                            | Uganda                                                               | 2 – 2                                                                | Ghana                                                                | Amichevole                                                           | -                                                                    | 79’                                                                  |
| Totale                                                               |                                                                      | Presenze (1º posto)                                                  | 120                                                                  |                                                                      | Reti (5º posto)                                                      | 24                                                                   |                                                                      |

## Palmarès

### Club
- Supercoppa francese: 2

Olympique Marsiglia: 2010, 2011
- Coppa di Lega francese: 2

Olympique Marsiglia: 2010-2011, 2011-2012

### Nazionale
- Campionato mondiale Under-20: 1

Egitto 2009
- African Youth Championship: 1

Ruanda 2009

### Individuale
- BBC African Footballer of the Year: 1

2011
- Miglior giocatore della Supercoppa di Francia: 1

2011
- Calciatore ghanese dell'anno: 2

2011, 2016
- Capocannoniere della Coppa d'Africa: 1

Guinea Equatoriale 2015
- FA Premier League Player of the Month: 1

2015-2016 - Agosto
- Squadra maschile CAF del decennio 2011-2020 IFFHS: 1

2020